# TYC 8998-760-1

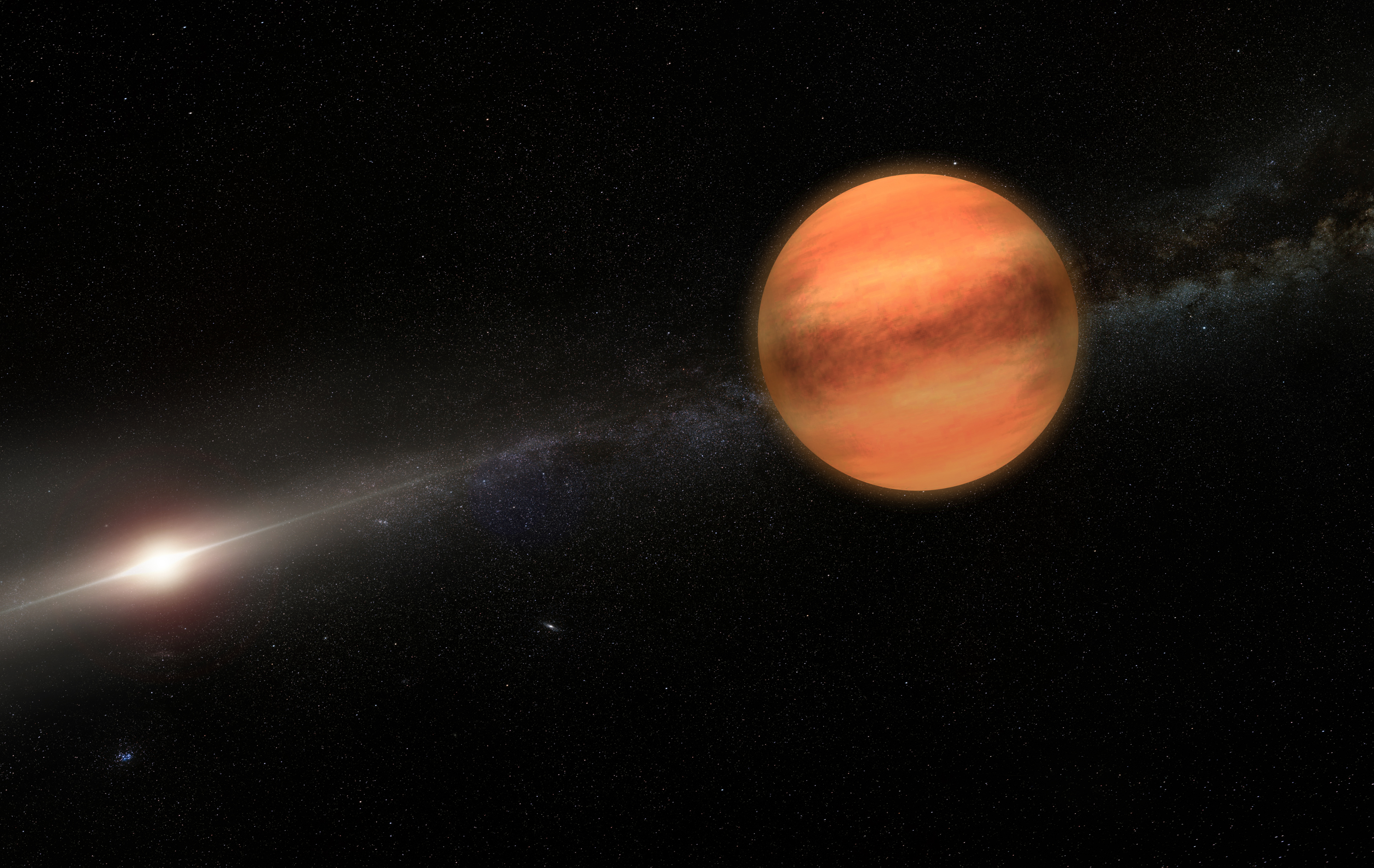
Exo-Planet TCY 8998-760-1b – Künstlerische Darstellung

TYC 8998-760-1 ist ein junger, sonnenähnlicher Stern im Sternbild Fliege in einer Entfernung von etwa 310 Lichtjahren. Der Stern erreichte im Jahr 2020 eine breitere Aufmerksamkeit, da er der erste sonnenähnliche Stern war, um den 2 Exoplaneten direkt abgebildet werden konnten.

## Aufnahme
Die Aufnahme des Systems gelang mithilfe des SPHERE-Instruments am Very Large Telescope der Europäischen Südsternwarte. Die beiden Planeten sind als helle Punkte erkennbar. Dem Team gelang es durch die Aufnahmetechnik, die Planeten von den Hintergrundsternen zu unterscheiden.

## System
Das Planetensystem von TYC 8998-760-1 besteht aus mindestens 2 Planeten, welche jedoch im Vergleich zu denen des Sonnensystems beide sehr ungewöhnlich sind. Beide Planeten sind deutlich massereicher als Jupiter und außerdem befinden sie sich sehr weit entfernt von ihrem Zentralstern. Zum Vergleich: Der entfernteste bekannte Planet des Sonnensystems Neptun befindet sich in einer Entfernung von 30 AE, während diese beiden Objekte 160 respektive 320 AE von ihrem Zentralstern entfernt sind. Ihre große Entfernung in Kombination mit ihrer verhältnismäßig hohen Leuchtkraft macht diese Objekte ideal für Folgeuntersuchungen beispielsweise mit dem James-Webb-Weltraumteleskop.
| Planet (Reihenfolge vom Stern aus) | Entdeckt | Masse (Jupitermassen) | Radius (Jupiterradien) | Große Halbachse der Bahn (AU) | Umlaufzeit (Tage) | Exzentrizität | Bahnneigung (Grad) |
| ---------------------------------- | -------- | --------------------- | ---------------------- | ----------------------------- | ----------------- | ------------- | ------------------ |
| b (TYC 8998-760-1 b)               | 2020     | 14 ± 3                | 3,0 +0,2−0,7           | 162                           | -                 | -             | -                  |
| c (TYC 8998-760-1 c)               | 2020     | 6 ± 1                 | 1,1 +0,6−0,3           | 320                           | -                 | -             | -                  |

Im Jahr 2021 wurden an TYC 8998-760-1 b unterschiedliche Kohlenstoffisotope in der Gashülle festgestellt. Diese Feststellung an einem Exoplaneten hatte es in der Weltraumforschung noch nie zuvor gegeben.